# Antonio Espejo
Antonio Espejo Ruiz (Montilla, provincia de Córdoba, 5 de abril de 1968) es un exciclista profesional español. Sólo fue profesional tres años, entre 1990 y 1992.[cita requerida]

## Palmarés
No obtuvo victorias en el campo profesional.

## Equipos
- Kelme (1990-1991)
- Puertas Mavisa (1992)